# Biotodoma
Biotodoma (Syn.: Mesops Günther, 1962) ist eine Buntbarschgattung, die im nördlichen Südamerika im Amazonasbecken, im Stromgebiet des Orinoko und in Guyana vorkommt. Die Gattung wurde aus zwei Arten gebildet, die ursprünglich Geophagus zugeordnet wurden. Der wissenschaftliche Name setzt sich aus dem griechischen „bios“ (= Leben) und dem lateinischen „doma“ (= Haus) zusammen und wurde vergeben, da man ursprünglich annahm, dass die Fische Maulbrüter sind.

## Merkmale
Biotodoma-Arten sind kleine Buntbarsche, die 10 bis 15 Zentimeter lang werden. Der Körper ist oval und seitlich stark abgeflacht, der Kopf kurz mit einem kleinen, endständigen Maul. Die Fische sind hell graubraun gefärbt, die Körperseiten können eine je nach Fundort mehr oder weniger ausgeprägte metallisch schimmernde Bänderung aufweisen. Auffallend ist die tiefschwarze Augenbinde, sowie ein schwarzer, golden umrandeter Seitenfleck, der zwischen Rückenflosse und oberer Seitenlinie bzw. zwischen den zwei Seitenlinien liegt. Die Region zwischen Kiemendeckel und Körpermitte wird bei älteren Fischen oft orange- bis rotbraun. Die Geschlechter sind nur schwer zu unterscheiden. Ältere Männchen sind meist größer, besitzen verlängerte äußere Schwanzflossenstrahlen und zeigen auf ihren „Wangen“ ein deutlich sichtbares blaues Linien- oder Punktmuster. Typisch für die Gattung ist die relativ große, eingebuchtete Schwanzflosse.

## Fortpflanzung
Biotodoma-Arten laichen in einer Grube, die die Weibchen in den Gewässerboden graben und bilden eine Elternfamilie.

## Arten
Die Datenbank FishBase listet gegenwärtig zwei Arten.
- Biotodoma cupido (Heckel, 1840)
- Biotodoma wavrini (Gosse, 1963)

Bei der Population im Essequibo in Guyana, die zumeist Biotodoma cupido zugerechnet wird, könnte es sich um eine dritte, bisher unbeschriebene Art handeln.